# Nicolas Vallar
Hiro Nicolas Vallar (Papeete, 22 ottobre 1983) è un calciatore francese nato a Tahiti, difensore del Central Sport.

## Carriera

### Club
Con il Sète ha giocato 7 partite in Ligue 2, la seconda serie francese.

### Nazionale
Il 17 giugno 2013 ha giocato da titolare e da capitano contro la Nigeria nella prima partita della storia di Tahiti nella Confederations Cup, segnando l'autorete che ha dato il vantaggio alla Nigeria, e venendo sostituito da Stéphane Faatiarau ad inizio secondo tempo a causa di un infortunio; gioca da titolare anche le partite successive, contro la Spagna e l'Uruguay.

## Palmarès

### Nazionale
- Coppa d'Oceania: 1

2012

### Individuale
- Miglior giocatore della Coppa delle nazioni oceaniane: 1

2012